# سیارک ۱۹۹۷۶۳
سیارک ۱۹۹۷۶۳ (به انگلیسی: 199763 Davidgregory، نامگذاری:2006JJ77) صد و نود و نه هزار و هفتصد و شصت و سومین سیارک کشف شده‌است که در ۱ مه ۲۰۰۶ کشف شد.